# Lidia Vissarionovna Zvereva
Lidia Vissarionovna Zvereva (în rusă Лидия Виссарионовна Зверева, n. 1890 la Sankt-Petersburg , Imperiul Rus -  d. 28 mai 1916, la Petrograd, Imperiul Rus), a fost o aviatoare rusoaică.

## Biografie
Lidia Vissarionovna Lebedeva s-a născut în familia generalului rus Vissarion Lebedev, erou în Războiul Ruso-Turc (1877-1878).
Lidia Zvereva a fost titulară a brevetului de pilot Nr. 31 eliberat de Aeroclubul Imperial al Rusiei, datat la 10 august 1911. A fost, în mod oficial, prima femeie care a primit un brevet de pilot emis de Aeroclubul Imperial Rus. Ea pilota un Farman.
La vârsta de 17 ani, s-a căsătorit cu inginerul Ivan Sergheevici Zverev (în rusă: Иван Сергеевич Зверев). După doi ani a rămas văduvă.
S-a căsătorit cu pilotul-instructor Vladimir Viktorovici Sliussarenko, apoi, în anii 1911 - 1912, a efectuat zboruri demonstrative în gubernia Livoniei, în Letonia, la Baku și la Tiflis / Tbilisi.
A murit de tifos, la 28 mai 1916, la Petrograd.